# Khola
Khola (auch Khola Alta) ist eine Ortschaft im Departamento La Paz im südamerikanischen Anden-Staat Bolivien.

## Lage im Nahraum
Khola ist der bevölkerungsreichste Ort des Kanton Caracato im Municipio Sapahaqui in der Provinz Loayza. Die Ortschaft Khola liegt auf einer Höhe von 2090 m an der Mündung des Río Huacullani in den Río Luribay in den nördlichen Ausläufern der Serranía de Sicasica.

## Geographie
Khola liegt zwischen dem bolivianischen Altiplano im Westen und dem Amazonas-Tiefland im Osten. Die Region weist ein typisches Tageszeitenklima auf, bei dem die mittleren Temperaturunterschiede zwischen Tag und Nacht größer sind als die Temperaturunterschiede zwischen den Jahreszeiten.
Die mittlere Durchschnittstemperatur der Region liegt bei etwa 17 °C und schwankt zwischen 14 °C im Juni/Juli und 19 °C im November/Dezember (siehe Klimadiagramm Khola). Der Jahresniederschlag liegt bei 650 mm, mit einer ausgeprägten Trockenzeit von April bis August, und Monatsniederschlägen von mehr als 100 mm von Dezember bis Februar.

## Verkehrsnetz
Khola liegt in einer Entfernung von 140 Straßenkilometern südöstlich von La Paz, der Hauptstadt des gleichnamigen Departamentos.
Von La Paz führt die asphaltierte Nationalstraße Ruta 1 in südlicher Richtung über El Alto nach Süden. Etwa 50 Kilometer südlich von El Alto zweigt in Calamarca eine Landstraße nach Südosten ab und folgt dem Río Cala Jahuira zwanzig Kilometer flussaufwärts. Von dort zweigt eine unbefestigte Stichstraße Richtung Osten ab und erreicht nach weiteren 32 Kilometern Sapahaqui. Die Piste folgt dem Verlauf des Río Sapahaqui bis zur Ortschaft Caracato und weiter dem Río Caracato nach Nordosten bis Khola.

## Bevölkerung
Die Einwohnerzahl der Ortschaft ist in den vergangenen beiden Jahrzehnten leicht angestiegen:
| Jahr | Einwohner | Quelle       |
| ---- | --------- | ------------ |
| 1992 | 288       | Volkszählung |
| 2001 | 461       | Volkszählung |
| 2012 | 354       | Volkszählung |
| 2024 |           | Volkszählung |